# Sundtjärnarna (Jokkmokks socken, Lappland, 735982-169376)
Sundtjärnarna är en sjö i Jokkmokks kommun i Lappland och ingår i Luleälvens huvudavrinningsområde.